# Aurora Fútbol Club
El Aurora Fútbol Club, conocido simplemente como Aurora, es un club de fútbol guatemalteco con sede en la Ciudad de Guatemala. Actualmente milita en la Liga Nacional de Guatemala y juega sus partidos de local en el Estadio Guillermo Slowing.
Fue fundado oficialmente bajo el nombre de Aurora Guardia de Honor Fútbol Club, el 14 de abril de 1945, pero en 1952 fue cambiado al actual. El club cuenta con ocho Ligas, 5 Copas, 2 Campeón de Campeones y a nivel internacional tiene en sus vitrinas dos Copas de la Fraternidad Centroamericana.
Con la obtención de todos estos títulos, Aurora es el tercer club más laureado, emblemático e importante de Guatemala, solo por debajo de Municipal y Comunicaciones, equipos con los que tiene una fuerte rivalidad.
Los colores que identifican al equipo son el negro y el amarillo. En el Torneo Clausura 2005, perdió la categoría, por primera vez en su historia, cortando una racha de 58 años de permanencia en la Liga Nacional de Guatemala.
Después de 20 años jugando en primera división, logra regresar a la Liga Nacional de Guatemala el 31 de mayo de 2025.

## Historia

### Primeros años
El Aurora F.C. fue fundado el 14 de abril de 1945 por iniciativa del teniente coronel Ramiro Franco Paiz quien en ese entonces era el comandante de la Brigada Guardia de Honor del Ejército de Guatemala. Tanto el nombre del equipo como los colores amarillo y negro del uniforme, reflejan el amanecer que vivió la sociedad guatemalteca, luego de la instauración de la Revolución de octubre de 1944. el escudo del club incluye un sol naciente el busto de Marte el dios de la guerra de los romanos y la bandera de Guatemala.
Su primer entrenador fue Valentín del Cid y el primer torneo de liga que disputó fue en 1947, siendo su entrenador Alfredo "Fero" Castellanos y en esa temporada fue tercer lugar con 15 puntos producto de 6 partidos ganados, 3 empatados y 5 perdidos.

### Éxitos nacionales e internacionales
El primer título fue la Copa de Guatemala en 1958, pero el primer título de liga llegó en 1964 ya que fue primer lugar con 37 puntos dejando en segundo puesto a Municipal. Gracias a ello, participa en la Copa de Campeones de la Concacaf 1965, donde es eliminado por el CD Águila de El Salvador por un marcador global de 6-2, al final este torneo fue cancelado porque no hubo un acuerdo para disputar la final.
Para la temporada 1967-68, es primer lugar junto al Municipal, por lo el campeonato tuvo que decidirse en dos partidos de desempate, y en ambos juegos Aurora sale victorioso por 2-0 y 4-1. En esta temporada también ganan el torneo de copa y la Copa Campeón de Campeones y en la temporada siguiente vuelven a conquistar la copa.
En 1968 vuelve a participar en la Copa de Campeones de la Concacaf donde en primera ronda vence a LD Alajuelense de Costa Rica 2-1 global, posteriormente empata 1-1 y gana 4-0 al CD Olimpia hondureño y en la semifinal pierde contra el SV Transvaal de Surinam, pero al final a ambos equipos los descalifican por causar conflictos y alinear jugadores no elegibles.
En 1975, después de 7 años, vuelve a ganar el campeonato de liga. En la fase de clasificación obtiene 66 puntos y en el triangular final en el último partido se enfrenta a Comunicaciones donde lo derrota por un marcador de 5-4, con un póker de René Morales y otro de Omar Sanzogni.
Gracias al título, participa en la Copa Fraternidad 1976 y se alza con su primera estrella internacional, ya que obtuvo 17 puntos, a uno de su perseguidor Comunicaciones.
En 1978 vuelve a ganar la liga y el año siguiente gana la Copa Fraternidad Centroamericana al vencer al Real España de Honduras por 1-0 y 0-0. Este sería el último título internacional de la institución.
En estos años hubo grandes jugadores como Manuel Recinos, Roberto Ochoa, Haroldo Cordón, Marco Fión, Eduardo de León, Jorge Hurtarte, Edgar 'guastatoyano' González, Octavio 'tenaza' López, Roberto Camposeco, Gilberto Fernández y Felipe Carías.
Dos años más tarde, bajo la dirección de su máximo ídolo Jorge Roldán, obtiene la Copa Campeón de Campeones y la liga número 7 al ser primero con 37 puntos, 7 más que Galcasa. Al ganar el campeonato, llega a la Copa de Campeones 1987 e integra el grupo B donde queda tercero y eliminado con 3 puntos, producto de una derrota de 1-0 vs Real España de Honduras, un empate sin goles contra Saprissa y una victoria contra Alianza de 2-1.
En la Liga Nacional de Guatemala 1996-97 gana la fase de clasificación pero quinto de la hexagonal final, por lo que tuvo que disputar la final contra el Comunicaciones y la pierde 5-1 global. Este fue el último subcampeonato de liga.

### La decadencia
Después de varios años estando en la parte final de la tabla, en el Clausura 2005, tras 58 años estando en Liga Mayor, se consuma el primer descenso a Primera División al quedar último en la parte acumulada, eso luego de perder por 6-4 ante CSD Suchitepequez a falta de dos jornadas de terminar la fase de clasificación.
Un año más tarde cae a Segunda División pero vuelve a ascender a primera en 2008.

### Actualidad
En septiembre de 2013, asume la presidencia el entonces Jefe del Estado Mayor de la Defensa Nacional General Rudy Israel Ortiz, quien renueva la junta directiva tratando de rescatar a Aurora del abandono económico por el que pasaba en esos días. A pesar del esfuerzo por conseguir nuevos patrocinadores y consolidar al equipo mejorando no solo el terreno de juego sino también las instalaciones del Estadio se pierde la categoría en mayo de 2014 quedando últimos en el Grupo A. En las vacaciones gracias a la intervención del Banco de los Trabajadores (BANTRAB), se obtiene la ficha del equipo La Gomera y se retorna a la Primera División. 
El 20 de agosto de 2014 en un accidente aéreo muere el General Rudy Ortiz y 4 oficiales más del Ejército de Guatemala. Este hecho en lugar de aminorar los esfuerzos de Junta Directiva por regresar a la Liga Mayor los fortalece y se logra consolidar un equipo que clasifica por primera vez en dos torneos consecutivos a fases finales en Primera División. En mayo de 2015 no se logra ganar la serie con Mictlán y se pierde una vez la oportunidad de subir a la liga mayor del fútbol nacional.
Se cumplen 10 años desde el primer y único descenso de Aurora de liga Mayor Guatemalteca. Para este campeonato se ha consolidado un equipo con mucha experiencia y no se tiene otro objetiva más que el de subir a Liga Mayor. Se obtiene un bus y un pick up gracias a las gestiones de Bantrab para uso del club.
Para la temporada 2018-2019 se hacen los esfuerzos necesarios por parte de junta directiva y se conforma una planilla muy alta en su costo y con varios jugadores de liga mayor terminando el torneo apertura 2018 en el primer lugar del grupo B, lugar nunca antes logrado por el club desde su descenso de la Liga Mayor. No pudiendo acceder a semifinales ya que queda eliminado por el Deportivo Quiché en cuartos de final.
Por primera vez desde su aparición en Primera División, Aurora gana el Torneo Apertura 2020 al vencer al C.S.D. Sololá por un marcador global de 3-1. Enfrentó el partido por el ascenso ante el CD Nueva Concepción con la cual perdió por 1-0 y nuevamente se frustró el sueño de volver a regresar a la Liga Nacional.
Los castrenses nuevamente se metieron a otra final de Primera División pero ahora fue en el Clausura 2025 al vencer al Deportivo Mictlán por 4-2, ganando su segundo título en esta categoría; a su vez, logró ganar el juego de ascenso en el Estadio David Cordón Hichos de la ciudad de Guastatoya frente al CSD Sacachispas logrando ganar por 1-0 con gol de Diego Ruíz Golón, logrando el regreso de los castrenses al máximo circuito tras 20 años de haber lastimado su historia.

## Uniforme
- Uniforme Titular: Amarillo y negro. Representa a la luz venciendo a la oscuridad, es decir la esperanza en un nuevo día.

| Titular | Visitante |

## Escudo
En el mes de septiembre de 1962, en sesión de junta directiva del Club Aurora, se le encomendó al tesorero de dicha directiva, José Luis Guillén González, la creación del escudo que representaría al club en las justas deportivas a nivel nacional e internacional, para lo cual él se inspiró en los postulados del Coronel Franco Paiz, quien fue el fundador del club de fútbol Guardia de Honor Aurora.
1. Los colores amarillo y negro del amanecer, que simboliza una nueva Guatemala porque el negro representa el oscurantismo de las dictaduras antes de 1944 y el amarillo la luz de una naciente democracia.
2. El Dios mitológico de griegos y romanos, Marte representa al Ejército de Guatemala.
3. El pabellón nacional, a la República de Guatemala.
4. El color rojo, la integridad granítica del ejército de Guatemala.
5. El color blanco de las letras de Aurora la pureza del deporte.
Luego de darlo a conocer a la junta directiva, ésta lo aprobó y se mandaron a elaborar los escudos bordados en seda a la República de Alemania, que portaron los uniformes y chumpas de los integrantes del club, así como la papelería.

## Estadio

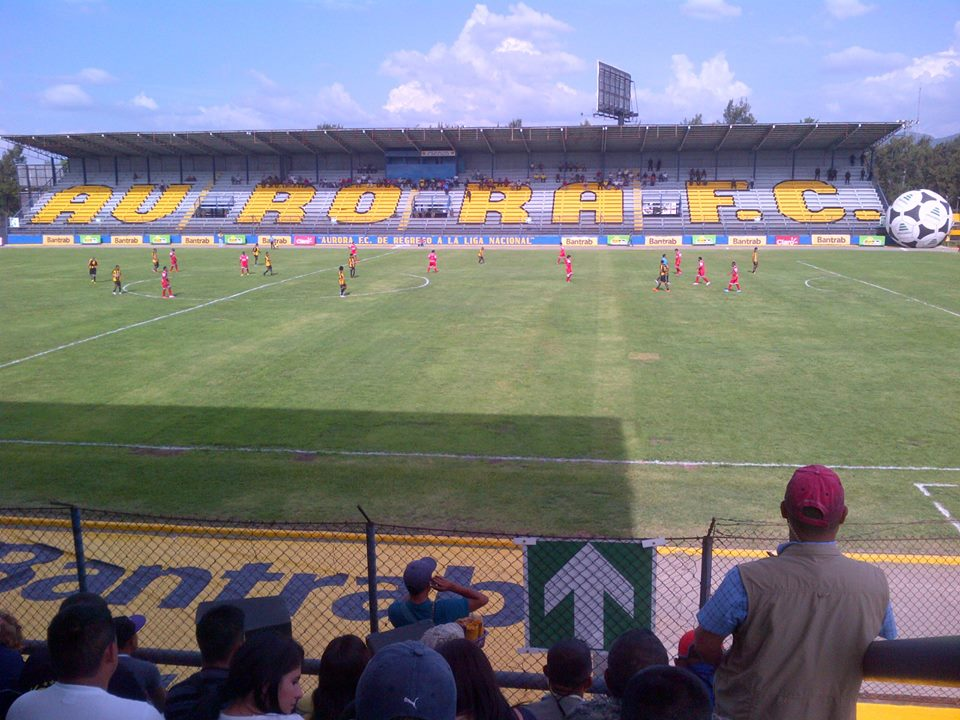
Estadio del Ejército, actualmente demolido. Actualmente en amatitlan.

En los inicios de la década de 1960, se comenzó a gestar la idea de construir un estadio que fuera la sede del Aurora F.C., para lo cual la junta directiva de esa época que estaba integrada por Adrián Rodríguez, como jefe del negociado de deportes y presidente de la junta directiva; Luis Guillén, como tesorero; Danilo Henry; Alejandro Giamateii; César Augusto Hernández como vocales y algunos otros nombres que se me escapan, formaron el grupo que inició las gestiones para hacer una realidad lo que tenían planificado, solicitándole al ministro de Defensa Nacional, coronel Rafael Arreaga Bosque, que impartiera las órdenes correspondientes con la anuencia del jefe de Estado, Enrique Peralta Azurdia y obtener los fondos necesarios para la construcción del Estadio del Ejército.
Le correspondió al coronel Carlos Enrique Vielman, jefe del comisariato del ejército, asignar los fondos necesarios; iniciándose los trabajos con la remodelación del césped, la cual fue inaugurada el 3 de octubre de 1964 y teniendo como único graderío uno construido de madera en lo que hoy ocupa la tribuna que da sobre la doce avenida de la zona cinco.
Posteriormente, se contrató a la empresa METASA de Nicaragua para que construyera las tribunas y posteriormente la general, de lo que hoy es el coloso de hierro llamado Estadio del Ejército y quedando para una construcción posterior la general sur cuando se contara con la autorización de las altas autoridades para hacerla sobre la calle de ingreso a las instalaciones del Campo Marte, siendo la inauguración de esta estructura el día 2 de abril de 1970. El área administrativa que hoy es el vestidor que utilizan los jugadores del Club Aurora, en esa época eran las oficinas del negociado de deportes del Ejército y sede del club Aurora, por lo que aproximadamente en el año de 1973, se construyeron las instalaciones que hoy ocupa el área administrativa del negociado de deportes y la sede del club.
Actualmente el estadio no es propiedad del club pero las recientes administraciones han hecho esfuerzos para mantener en armonía los intereses del Negociado de Deportes encargado de la administración del estadio y los intereses del club.

## Palmarés

### Torneos nacionales
| Competición nacional                | Títulos                                               | Subcampeonatos                                                             |
| ----------------------------------- | ----------------------------------------------------- | -------------------------------------------------------------------------- |
| Liga Nacional de Guatemala (8/10)   | 1964, 1966, 1967-68, 1975, 1978, 1984, 1986, 1992-93. | 1968-69, 1970, 1970-71, 1971, 1973, 1974, 1987, 1988-89, 1994-95, 1996-97. |
| Copa de Guatemala (5/1)             | 1958, 1967-68, 1968-69, 1983-84, 1992-93.             | 1998.                                                                      |
| Copa Campeón de Campeones (2/2)     | 1968, 1986.                                           | 1958, 1967.                                                                |
| Primera División de Guatemala (2/0) | Apertura 2020, Clausura 2025.                         |                                                                            |
| Segunda División de Guatemala (1/0) | Clausura 2008.                                        |                                                                            |

### Torneos internacionales
| Competición internacional              | Títulos     | Subcampeonatos    |
| -------------------------------------- | ----------- | ----------------- |
| Copa Fraternidad Centroamericana (2/3) | 1976, 1979. | 1972, 1975, 1983. |
| Recopa de la Concacaf (0/1)            |             | 1994.             |

### Torneos amistosos
- Torneo Centroamericano de la Concacaf: 1968
- Copa Teniente Corzo: 1946

## Participaciones internacionales
- En negrita las ediciones donde fue campeón.

| Torneo                                | Ediciones                                                               |
| ------------------------------------- | ----------------------------------------------------------------------- |
| Copa de Campeones de la Concacaf (12) | 1967, 1968, 1971, 1974, 1975, 1976, 1985, 1987, 1988, 1989, 1994, 1998. |
| Copa Fraternidad Centroamericana (9)  | 1972, 1974, 1975, 1976, 1977, 1978, 1979, 1983, 1984                    |
| Recopa de la Concacaf (1)             | 1994.                                                                   |
| Torneo Grandes de Centroamérica (1)   | 1998.                                                                   |
| Copa Interclubes de la Uncaf (1)      | 1999.                                                                   |

## Datos y estadísticas

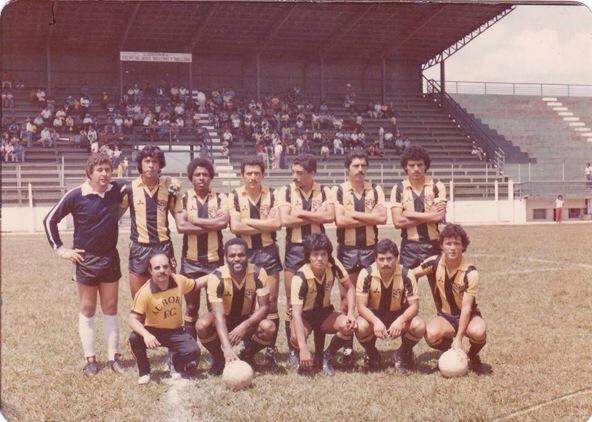
Aurora FC

Máximo goleador histórico: Jorge Roldán, con 111 goles.
Mejor racha positiva: 24 juegos consecutivos como invicto (1968-70). También tuvo una racha de 21 juegos sin perder (1992-93).
Peor racha negativa: 11 juegos sin ganar, 2 veces (1980, 1990-91) y 10 juegos sin ganar en Clausura 2007 en Primera División.
Mayor goleada propinada
- En torneos nacionales: 8-0 al Guatemala F.C. (Torneo de Liga 1947).

- En torneos internacionales: 5-0 al Juventus Managua (Copa de Campeones de la Concacaf 1994).

Mayor goleada recibida
- En torneos nacionales: 1-7 de Comunicaciones (Torneo de Copa 1991)

- En torneos internacionales: 0-3 del Club Necaxa (Recopa de la Concacaf 1994)

### Entrenadores con campeonatos
| Entrenador       | Período     | Títulos                                             |
| ---------------- | ----------- | --------------------------------------------------- |
| Rubén Amorín     | 1964 - 1968 | 3 Liga Nacionales                                   |
| Omar Muraco      | 1975-1976   | 1 Liga Nacional, 1 Copa Fraternidad Centroamericana |
| Marvin Rodríguez | 1978        | 1 Liga Nacional                                     |
| Jorge Roldán     | 1979        | 1 Copa Fraternidad Centroamericana                  |
| Rubén Amorín     | 1984        | 1 Liga Nacional                                     |
| Jorge Roldán     | 1986        | 1 Liga Nacional                                     |
| Jorge Roldán     | 1992-93     | 1 Liga Nacional                                     |